# Ceroma inerme
Ceroma inerme är en spindeldjursart som beskrevs av William Frederick Purcell 1899. Ceroma inerme ingår i släktet Ceroma och familjen Ceromidae. Inga underarter finns listade i Catalogue of Life.